# Wittmann Island
Wittmann Island ist eine Insel vor der westlich des Grahamlands auf der Antarktischen Halbinsel. Im Archipel der Biscoe-Inseln liegt sie 3 km westsüdwestlich der Insel Nusser Island vor der Einfahrt zur Zubov Bay der Renaud-Insel.
Die Insel ist erstmals auf einer argentinischen Landkarte aus dem Jahr 1957 verzeichnet. Das UK Antarctic Place-Names Committee benannte sie 1959 nach dem US-amerikanischen Ozeanographen Walter I. Wittmann (1918–1992), dessen Schwerpunkt die Meereisforschung war.